# Росби, Карл Густав Арвид
Карл Густав Арвид Росби (швед. Carl-Gustaf Arvid Rossby; 28 декабря 1898, Стокгольм — 19 августа 1957, Стокгольм) — шведско-американский метеоролог, который первым объяснил крупномасштабные движения атмосферных масс с точки зрения механики жидкости.
Член Национальной академии наук США (1943).

## Биография
Росби вошел в науку метеорологии и океанографии, обучаясь под руководством Вильгельма Бьёркнеса в Бергене в 1919 году, где группа Бьёркнеса развивала понятие полярного фронта, и университете Лейпцига. Он также учился в обсерватории Линденберга в Бранденбурге, где проводились исследования и измерения верхних слоёв воздуха с помощью бумажных змеев и воздушных шаров. В 1921 году он возвратился в Стокгольм, чтобы присоединиться к шведской Метеорологической гидрологической службе, где он служил метеорологом в ходе множества океанографических экспедиций. В периоды между экспедициями он изучал математическую физику в университете Стокгольма.
В 1925 году Росби получил стипендию от шведско-американского фонда, «чтобы изучить применение полярной фронтальной теории к американской погоде». В американском Метеобюро в Вашингтоне он объединил теоретическую работу над атмосферной турбулентностью с учреждением первой метеослужбы для гражданской авиации.
В 1928 году он стал адъюнкт-профессором в отделе аэронавтики Массачусетского технологического института. Вскоре после этого он стал руководить первым американским отделом метеорологии. В 1931 году он также стал научным сотрудником в Вудс-Холлского океанографического института. Его интересы в это время обращаются к атмосферной термодинамике, смешивание и турбулентности и взаимодействию между океанами и атмосферой.
В 1938 году он стал американским гражданином и в следующем году — заместителем директора по исследованиям в американском Метеобюро. Его назначение председателем отдела метеорологии в Чикагском университете в 1940 году стало началом периода, в который он обращал своё внимание к крупномасштабным атмосферным движениям. Он идентифицировал и характеризовал и высотное струйное течение, волны Россби и явление цикла индекса в атмосфере.
Во время Второй мировой войны Росби организовывал обучение военных метеорологов, принимая на работу многих из них в его Чикагский отдел в послевоенных годах, когда он начал адаптировать своё математическое описание атмосферной динамики к прогнозу погоды с помощью электронно-вычислительной машиной, начав этот процесс в Швеции, используя BESK. В 1947 году он стал директором-основателем Института метеорологии в Стокгольме, деля своё время между ним, Чикаго и Вудс-Холлом. После войны он посетил профессора Ганса Эртеля, старого друга, в Берлине. Их сотрудничество привело к математической формулировке так называемых волн Росби.
Между 1954 годом и его смертью в Стокгольме в 1958 году он защищал и развивал область атмосферной химии. Его вклады в метеорологию были отмечены в выпуске от 17 декабря 1956 года журнала Time. На этой неделе его портрет украшал обложку журнала.